# Striononyma
Striononyma is een kevergeslacht uit de familie van de boktorren (Cerambycidae). De wetenschappelijke naam van het geslacht werd voor het eerst geldig gepubliceerd in 1961 door Breuning.

## Soorten
Striononyma omvat de volgende soorten:
- Striononyma flavovariegata Breuning, 1960
- Striononyma unicolor Breuning, 1961